# Сараево (село)
Вижте пояснителната страница за други значения на Сараево.
Сара̀ево е село в Северозападна България. То се намира в община Мизия, област Враца.

## География
Разполага с жп спирка на вече закритата и демонтирана теснолинейка Червен бряг-Оряхово.

## Население
Преброяване на населението през 2011 г.
Численост и дял на етническите групи според преброяването на населението през 2011 г.:
|                     | Численост | Дял (в %) |
| Общо                | 44        | 100,00    |
| Българи             | 44        | 100,00    |
| Турци               | 0         | 0,00      |
| Цигани              | 0         | 0,00      |
| Други               | 0         | 0,00      |
| Не се самоопределят | 0         | 0,00      |
| Неотговорили        | 0         | 0,00      |

## Личности
- Янко Янкулов (р. 1934), български офицер, генерал-майор